# Hôtel d'Andlau-Klinglin
Pour les articles homonymes, voir Hôtel d'Andlau.
L'hôtel d'Andlau-Klinglin est un monument historique situé à Strasbourg, dans le département français du Bas-Rhin.

## Localisation
Ce bâtiment est situé au 25, rue de la Nuée-Bleue à Strasbourg.

## Historique
L'origine de l'hôtel remonte au XVe siècle. Il passe au comte Antoine d'Andlau et son épouse Marie-Anne de Klinglin en 1713.
Il sera le siège de la Grande Prévôté (1737-1790), de l’école de droit puis du séminaire diocésain (1807-1823), de la direction des Postes, de l’Académie. Sous le Second Empire, l'hôtel est acquis par le baron Alfred Renouard de Bussière. 
L'édifice fait l'objet de deux classements au titre des monuments historiques en 1921 et 1991 et d'une inscription en 1991.
En 1928, il devient le siège du port autonome de Strasbourg. Le bâtiment est mis en vente fin 2020. En avril 2021, le port autonome emménage dans un nouveau bâtiment situé rue du Port-du-Rhin.